# Каменская улица (Киев)
Каменская улица — улица в Дарницком районе города Киева, жилой массив Харьковский. Проходит от Коллекторной до Армянской улицы.
Присоединяются улица Братьев Чибинеевых и проспект Николая Бажана.

## История
Улица возникла в середине XX века и первоначально состояла из улиц Шевченко (в честь Тараса Шевченко), 816-й Новой, 834-й Новой, Первого Мая и Рыбальской. С 1953 года называлась Днепродзержинская улица, в честь города Днепродзержинска (до 1936 и с 2016 года — Каменского).
К концу 1980-х годов улица начиналась с улицы Юрия Шевелева. Значительно сокращена в связи с сносом села Шевченко и застройкой жилого массива Харьковский. На некоторых картах проезд между домами от улицы Архитектора Вербицкого до улицы Владимира Рыбака указывается как часть Каменской улицы.
Современное название улицы с 2017 года.

## Застройка
Вдоль улицы сохранилась частная малоэтажная застройка — остатки села Шевченко.